# Malthinus lindbergi
Malthinus lindbergi es una especie de coleóptero de la familia Cantharidae.

## Distribución geográfica
Es endémica de Lanzarote, en las islas Canarias (España).